# Le Grand-Bourg
Le Grand-Bourg este o comună în departamentul Creuse din centrul Franței. În 2009 avea o populație de 1.211 de locuitori.

## Evoluția populației
| An        | 1975  | 1982  | 1990  | 1999  | 2006  | 2009  |
| --------- | ----- | ----- | ----- | ----- | ----- | ----- |
| Populație | 1.564 | 1.369 | 1.323 | 1.244 | 1.208 | 1.211 |